# Bulbothrix subtabacina
Bulbothrix subtabacina är en lavart som först beskrevs av Elix, och fick sitt nu gällande namn av Elix. Bulbothrix subtabacina ingår i släktet Bulbothrix och familjen Parmeliaceae.   Inga underarter finns listade i Catalogue of Life.